# تابیری
| t | A | b | ir | i | i |

| t | A | b | ir | i | i |

تابیری (انگلیسی: Tabiry) یک ملکه همسر در دودمان بیست و پنجم مصر و از اهالی نوبه است.

## زندگی‌نامه
تابیری دختر آلارا النوبی و همسرش کاساقا و همسر فرعون پیعنخی بود. او چندین عنوان جالب داشت: همسر اصلی پادشاه، اولین بزرگ‌زاده او (تنها ملکه دیگری که این عنوان را داشت، نفرتیتی بود) و «بزرگ‌ترین زن سرزمین بیگانه». همچنین او القاب استانداردتری مانند همسر پادشاه، دختر پادشاه و خواهر پادشاه را نیز داشت.
تابیری در یک هرم در الکورو (کِی۵۳) دفن شد. یک سنگ‌نبشته گرانیتی که در مقبره او پیدا شد، اشاره می‌کند که او دختر آلارا از نوبیا و همسر پیه بوده است. این سنگ‌نبشته هم‌اکنون در خارطوم نگهداری می‌شود. این سنگ‌نبشته همچنین عناوین بیشتری از تابیری را ذکر می‌کند. ریزنر ابتدا یکی از لقب‌های رسمی او را به‌عنوان «رئیس بزرگ قوم تمه‌هوی» (لیبیایی‌های جنوبی) ترجمه کرد و نتیجه‌گیری کرد که خاندان سلطنتی پادشاهی کوش به نوعی با لیبیایی‌ها ارتباط داشتند. اما بعدها دیگران نشان دادند که عنوان او باید به‌عنوان «بزرگ‌ترین زن (یا رئیس قوم) ساکنان صحرا» ترجمه شود، که این نشان می‌دهد عنوان او به نوبیایی‌ها ارتباط دارد.
یک اوشابتی لعابی آبی از تابیری هم‌اکنون در موزه پتری در لندن (یوسی۱۳۲۲۰) نگهداری می‌شود.